# Tropikalne lasy zalewowe i bagienne

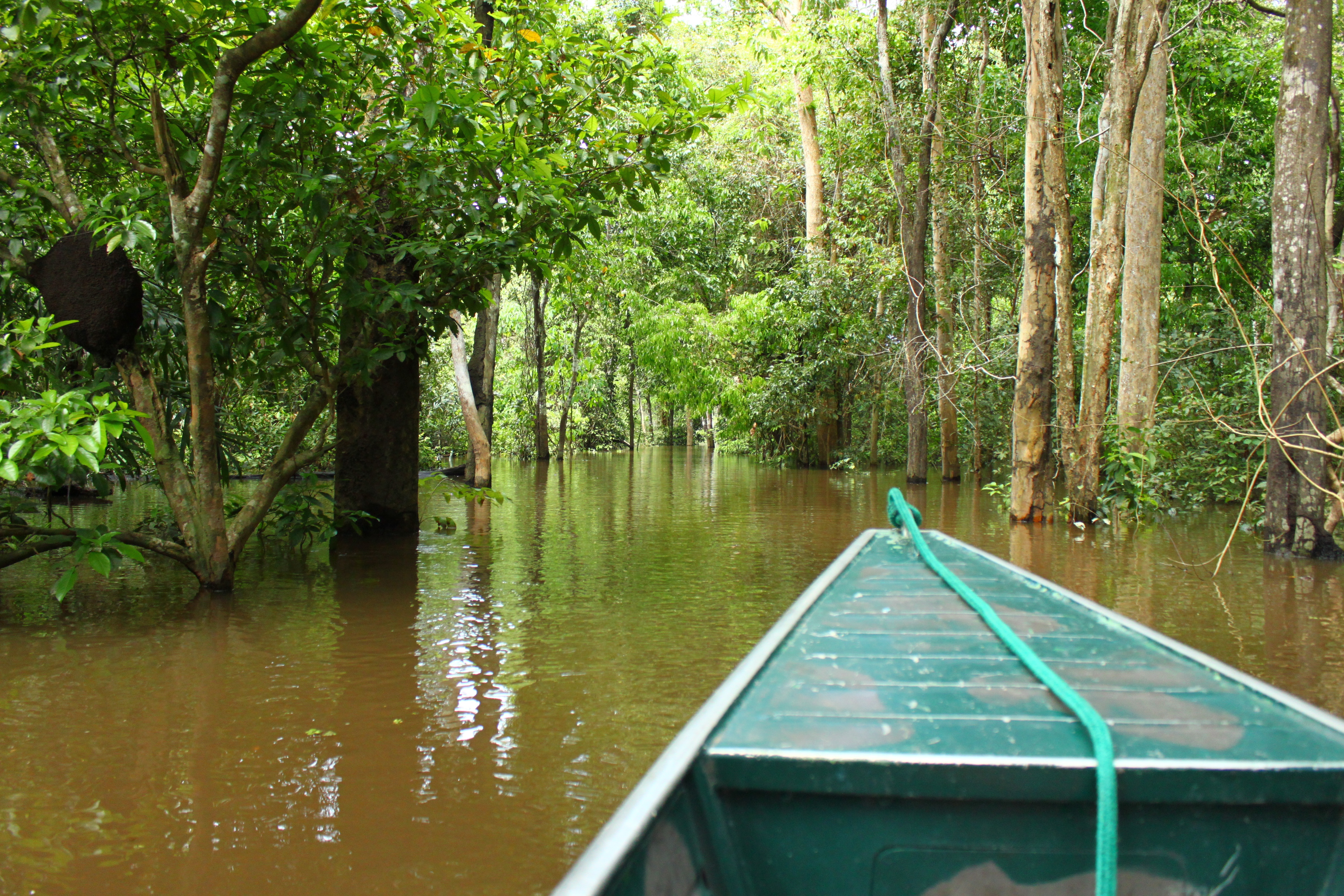
Las zalewowy (igapo) w Amazonii

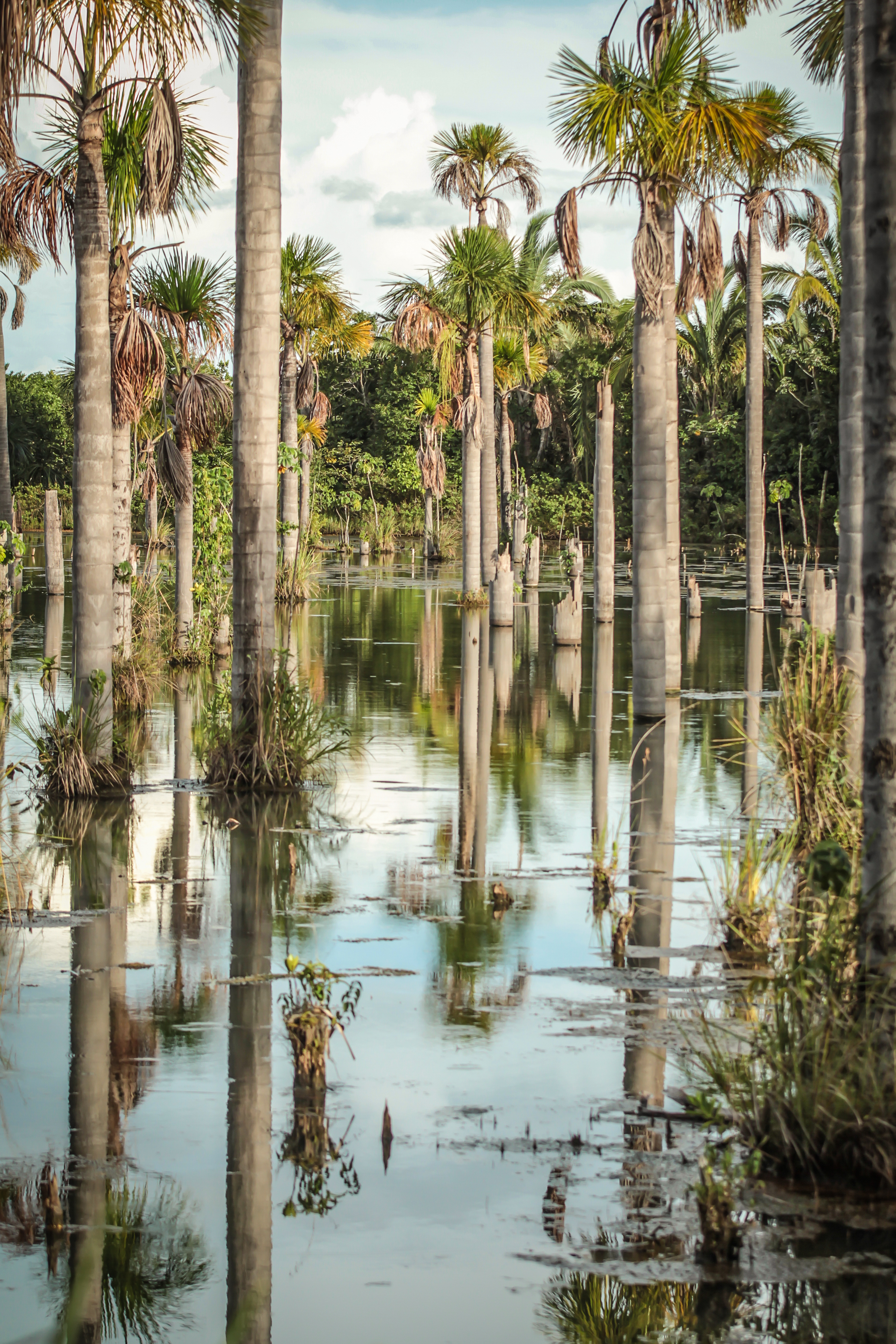
Bagienny las z Mauritia flexuosa w Pantanalu

Tropikalne lasy zalewowe i bagienne – formacje leśne związane z obszarami zalewowymi i bagiennymi w strefie międzyzwrotnikowej. Bywają wyodrębniane jako jedna z pięciu głównych formacji leśnych lasów tropikalnych (np. w międzynarodowej klasyfikacji roślinności International Vegetation Classification, IVC i klasyfikacji siedlisk Międzynarodowej Unii Ochrony Przyrody, IUCN) lub włączane są do szeroko ujmowanych wilgotnych lasów równikowych. Lasy te zajmują siedliska, które sezonowo lub przez cały czas są zalane lub silnie uwodnione.

## Warunki kształtowania się
Do formacji zaliczane są zróżnicowane lasy wykształcające się na glebach hydromorficznych z wyłączeniem namorzyn zalewanych przez wody słone, występujących na wybrzeżach oceanicznych i morskich oraz w estuariach. Występują na obszarach cechujących się znacznymi opadami, wysokimi średnimi temperaturami dziennymi bardzo nieznacznie zróżnicowanymi w skali roku.
Podobnie jak w innych strefach klimatycznych, także tu główny podział tego typu lasów dotyczy tego, czy wody, które kształtują ich siedliska, znajdują się w ruchu, czy też stagnują, i od długotrwałości zalania. Lasy zalewane okresowo wodami płynącymi wolniej lub szybciej tworzą lasy nadrzeczne, podczas gdy w miejscach stałego lub długotrwałego zalegania wód stagnujących tworzą się lasy bagienne. W obrębie tej formacji znaczny udział mają lasy zalewowe, które mają charakter pośredni, a często woda w nich niemal stagnuje i od typowych lasów bagiennych różnią się one tylko tym, że okresowo wody te opadają. Lasy zalewowe i bagienne dzielone są ze względu na rodzaj wód na znajdujące się pod wpływem wód brachicznych (słonawych) i wód słodkich.
- Tropikalne lasy bagienne[4] (ang. peat swamp forests[1]) – z powodu trwałego zabagnienia nie następuje w nich rozkład materii organicznej, co prowadzi do tworzenia się w nich torfu, którego pokłady nierzadko sięgają 20 m głębokości. Największe kompleksy takich lasów bagiennych z najgłębszymi pokładami torfów występują na wyspach Indonezji i zasilane są wodami brachicznymi na zapleczu lasów mangrowych. Często występują też w kompleksach z torfowiskami tropikalnymi porośniętymi roślinami zielnymi i palmami (za formacje leśne uznawane są te, w których pokrywa drzew stanowi ponad 10%). Warunki troficzne, a tym samym skład i osiągana wielkość drzew w tych lasach zależy od grubości warstwy torfu i dostępności znajdujących się pod nią gleb mineralnych bogatszych w substancje odżywcze[1].
- Tropikalne lasy zalewowe[4] (ang. floodplain forest, freshwater swamp forest[1]) – lasy okresowo zalewane wodami wzbierających rzek i jezior[4], dzielone są na lasy podlegające corocznie krótkotrwałym zalewom (krótszym niż miesiąc, ale też trwającym przynajmniej tydzień) i długotrwale zalewane (ponad miesiąc)[1]. Podczas zalewów ich siedliska zasilane są przez nanosy organiczne i mineralne[1], przy czym w przypadku tzw. „czarnych rzek” to praktycznie nie następuje (ich wody są kwaśne, ciemne, przejrzyste i skrajnie ubogie) – lasy zalewowe przy nich zajmują siedliska skrajnie ubogie[5].

Wzdłuż rzek występują także lasy galeriowe (ang. gallery forest) – rodzaj lasów łęgowych kształtujących się bezpośrednio wzdłuż koryt rzecznych. Zwykle termin stosowany jest w odniesieniu do pasm lasów towarzyszących rzekom w obrębie formacji nieleśnych (np. sawanny), ale bywa też odnoszony do wąskich pasm lasu rozwijających się na wałach przykorytowych rzek w kompleksach lasów nizinnych. W przypadku wąskiego ujęcia terminu lasów galeriowych te rozwijające się przy rzekach wewnątrz kompleksów leśnych zwane są przykorytowymi. Lasy galeriowe są formacją azonalną, różniącą się od otaczających je formacji zonalnych. Są podobne do siebie w zakresie struktury i warunków, w jakich się kształtują, ale w różnych obszarach bardzo zróżnicowane florystycznie.

## Szata roślinna
Lasy zalewowe mają często fizjonomię i skład podobny do wilgotnych lasów nizinnych, od których poza okresowym zalewaniem różni je zwykle większy udział palm i lian. Drzewa tu rosnące dla wzmocnienia stabilności w grząskim podłożu często tworzą korzenie szkarpowe i przybyszowe korzenie podporowe. Dla ułatwienia wymiany gazowej tworzą pneumatofory, korzenie powietrzne, liczne przetchlinki, czasem rozdęte nasady pni. Ze względu na skład lasy te dzielone są na zdominowane przez drzewa liściaste i lasy z dominacją palm. Wysokość drzew jest bardzo zmienna i wynosi od kilku do 50 m. Na wysokość lasów wpływ ma żyzność siedliska – na obszarach bagiennych zasilanych wodami skrajnie ubogimi lasy z powodu ubóstwa pokarmowego z reguły są niskie.

## Ekoregiony WWF
Tropikalne lasy zalewowe i bagienne dominują w następujących ekoregionach wyróżnionych przez World Wide Fund for Nature (WWF) (lasy te występują jednak także w innych ekoregionach lasów tropikalnych oraz w ekoregionach z biomu mokradła z roślinnością zielną i zaroślową):
w Azji i Australazji:
- IM0104 Borneańskie lasy bagienne (Borneo peat swamp forests)
- IM0107 Lasy zalewowe doliny Menamu (Chao Phraya freshwater swamp forests)
- IM0116 Lasy zalewowe doliny Irawadi (Irrawaddy freshwater swamp forests)
- IM0145 Lasy bagienne Półwyspu Malajskiego (Peninsular Malaysian peat swamp forests)
- IM0147 Lasy zalewowe delty Rzeki Czerwonej (Red River freshwater swamp forests)
- IM0153 Południowoborneańskie lasy zalewowe (Southwest Borneo freshwater swamp forests)
- IM0157 Sumatrzańskie lasy zalewowe (Sumatran freshwater swamp forests)
- IM0160 Sumatrzańskie lasy bagienne (Sumatran peat swamp forests)
- IM0162 Sundarbańskie lasy zalewowe (Sundarbans freshwater swamp forests)
- IM0164 Lasy zalewowe kotliny jeziora Tonle Sap (Tonle Sap freshwater swamp forests)
- IM0165 Lasy bagienne doliny Mekongu i jeziora Tonle Sap (Tonle Sap-Mekong peat swamp forests)
- AA0121 Południowo-nowo-gwinejskie lasy zalewowe (Southern New Guinea freshwater swamp forests)

w Afryce:
- AT0110 Wschodniokongijskie lasy bagienne (Eastern Congolian swamp forests)
- AT0122 Lasy bagienne delty Nigru (Niger Delta swamp forests)
- AT0129 Zachodniokongijskie lasy bagienne (Western Congolian swamp forests)

w Ameryce Południowej:
- NT0126 Lasy zalewowe Gurupy (Gurupa varzea)
- NT0128 Lasy zalewowe zachodniej Amazonii (Iquitos varzea)
- NT0138 Lasy zalewowe Marajó (Marajó varzea)
- NT0141 Lasy zalewowe doliny Środkowej Amazonki (Monte Alegre varzea)
- NT0147 Lasy bagienne delty Orinoko (Orinoco Delta swamp forests)
- NT0148 Bagienne lasy Centli (Pantanos de Centla)
- NT0149 Lasy zalewowe Paramaribo (Guianan freshwater swamp forests)
- NT0156 Lasy zalewowe doliny Purus (Purus varzea)